# Jónas Árnason
Jónas Árnason (ur. 28 maja 1923 w Vopnafjörður, zm. 5 kwietnia 1998) – islandzki pisarz i działacz kulturowy.
W swojej twórczości porusza tematy z życia codziennego, np. rybaków. Tworzy głównie dramaty, m.in. Skjaldhamrar (przekł pol. „Dialog” 1977 nr 3), Jörund, król pieskich czasów (1984); w sztukach tych z humorem i ironią traktował historię Islandii. Wydał również cykle opowiadań Ludzie (1954) i Więcej ludzi (1984), zbiór wierszy i limeryków Cuda i dziwy (1995), pisał teksty piosenek i tłumaczył na islandzki piosenki zagraniczne (m.in. Boba Dylana)